# Старий Град-в-Подбочю
Старий Град-в-Подбочю (словен. Stari Grad v Podbočju) — поселення в общині Кршко, Споднєпосавський регіон, Словенія. Висота над рівнем моря: 319,8 м.